# Evin Incir
Evin Incir (ur. 15 czerwca 1984 w Diyarbakırze) – szwedzka polityk kurdyjskiego pochodzenia, w latach 2014–2016 sekretarz generalna Międzynarodowej Unii Młodych Socjalistów (IUSY), posłanka do Parlamentu Europejskiego IX i X kadencji.

## Życiorys
Urodziła się w Turcji, gdy miała sześć lat, jej kurdyjska rodzina wyemigrowała do Szwecji, osiedlając się na przedmieściach Göteborga. W wieku kilkunastu lat wstąpiła do Ligi Młodych Szwedzkiej Socjaldemokracji (SSU), młodzieżówki Szwedzkiej Socjaldemokratycznej Partii Robotniczej (SAP). Weszła później w skład władz krajowych SSU, została sekretarzem tej organizacji do spraw międzynarodowych.
Studiowała prawo na Uniwersytecie w Uppsali. Pracowała jako menedżer projektu w Międzynarodowej Unii Młodych Socjalistów. W 2014 objęła funkcję sekretarza generalnego IUSY, którą pełniła do 2016. Została zatrudniona również jako koordynatorka w Olof Palmes Internationella Center.
W wyborach w 2019 z ramienia socjaldemokratów uzyskała mandat eurodeputowanej IX kadencji. Z powodzeniem ubiegała się o poselską reelekcję w 2024.